# Nuoto ai Giochi della XXXIII Olimpiade - 100 metri rana maschili
La gara di nuoto dei 100 metri rana maschili dei Giochi della XXXIII Olimpiade di Parigi è stata disputata tra il 27 e il 28 luglio 2024 presso l'Olympic Aquatics Centre alla Paris La Défense Arena.

## Record
Prima della competizione il record del mondo e il record olimpico erano i seguenti:
| Record mondiale | 56"88 | Adam Peaty Gran Bretagna | 21 luglio 2019 Gwangju, Corea del Sud |
| Record olimpico | 57"13 | Adam Peaty Gran Bretagna | 7 agosto 2016 Rio de Janeiro, Brasile |

## Programma
| Data           | Ora (UTC+1) | Turno      |
| -------------- | ----------- | ---------- |
| 27 luglio 2024 | 10:00       | Batterie   |
| 27 luglio 2024 | 19:37       | Semifinali |
| 28 luglio 2024 | 17:30       | Finale     |

## Risultati

### Batterie
| Pos. | Batteria | Corsia | Atleta                  | Nazionalità                 | Tempo   | Note |
| ---- | -------- | ------ | ----------------------- | --------------------------- | ------- | ---- |
| 1    | 3        | 6      | Caspar Corbeau          | Paesi Bassi                 | 59"04   | Q    |
| 2    | 4        | 4      | Adam Peaty              | Gran Bretagna               | 59"18   | Q    |
| 3    | 4        | 7      | Il'ja Šymanovič         | Atleti Individuali Neutrali | 59"25   | Q    |
| 4    | 4        | 5      | Nicolò Martinenghi      | Italia                      | 59"39   | Q    |
| 4    | 5        | 5      | Arno Kamminga           | Paesi Bassi                 | 59"39   | Q    |
| 6    | 4        | 1      | James Wilby             | Gran Bretagna               | 59"40   | Q    |
| 7    | 5        | 6      | Melvin Imoudu           | Germania                    | 59"49   | Q    |
| 8    | 4        | 3      | Lucas Matzerath         | Germania                    | 59"52   | Q    |
| 9    | 5        | 4      | Qin Haiyang             | Cina                        | 59"58   | Q    |
| 10   | 3        | 4      | Nic Fink                | Stati Uniti                 | 59"66   | Q    |
| 11   | 4        | 8      | Bernhard Reitshammer    | Austria                     | 59"68   | Q    |
| 12   | 3        | 1      | Joshua Yong             | Australia                   | 59"75   | Q    |
| 13   | 3        | 5      | Evgenii Somov           | Atleti Individuali Neutrali | 59"83   | Q    |
| 14   | 4        | 6      | Charlie Swanson         | Stati Uniti                 | 59"92   | Q    |
| 15   | 3        | 2      | Ludovico Viberti        | Italia                      | 59"93   | Q    |
| 16   | 3        | 8      | Ron Polonsky            | Israele                     | 1'00"00 | Q,   |
| 17   | 5        | 3      | Sun Jiajun              | Cina                        | 1'00"11 |      |
| 18   | 5        | 7      | Choi Dong-yeol          | Corea del Sud               | 1'00"17 |      |
| 19   | 3        | 7      | Taku Taniguchi          | Giappone                    | 1'00"20 |      |
| 20   | 4        | 2      | Andrius Šidlauskas      | Lituania                    | 1'00"29 |      |
| 21   | 5        | 2      | Berkay Öğretir          | Turchia                     | 1'00"36 |      |
| 22   | 5        | 8      | Jan Kałusowski          | Polonia                     | 1'00"40 |      |
| 23   | 5        | 1      | Denis Petrashov         | Kirghizistan                | 1'00"42 |      |
| 24   | 3        | 3      | Sam Williamson          | Australia                   | 1'00"50 |      |
| 25   | 2        | 5      | Anton McKee             | Islanda                     | 1'00"62 |      |
| 26   | 2        | 6      | Jadon Wuilliez          | Antille Olandesi            | 1'02"70 |      |
| 27   | 2        | 2      | Adrian Robinson         | Botswana                    | 1'02"79 |      |
| 28   | 2        | 3      | Alexandre Grand'Pierre  | Haiti                       | 1'02"85 |      |
| 29   | 2        | 1      | Tasi Limtiaco           | Micronesia                  | 1'04"14 |      |
| 30   | 2        | 8      | Abdulaziz Al-Obaidly    | Qatar                       | 1'04"31 |      |
| 31   | 1        | 4      | Steven Insixiengmay     | Laos                        | 1'04"64 |      |
| 32   | 1        | 3      | Matthew Lawrence        | Mozambico                   | 1'04"95 |      |
| 33   | 2        | 7      | Jonathan Raharvel       | Madagascar                  | 1'05"20 |      |
| 34   | 1        | 5      | Micah Masei             | Samoa Americane             | 1'05"95 |      |
| 35   | 1        | 6      | Chadd Ng Chiu Ning Ning | eSwatini                    | 1'09"85 |      |
| 36   | 2        | 4      | Miguel de Lara          | Messico                     | DSQ     | DSQ  |

### Semifinali
| Pos. | Batteria | Corsia | Atleta               | Nazionalità                 | Tempo   | Note |
| ---- | -------- | ------ | -------------------- | --------------------------- | ------- | ---- |
| 1    | 1        | 4      | Adam Peaty           | Gran Bretagna               | 58"86   | Q    |
| 2    | 2        | 2      | Qin Haiyang          | Cina                        | 58"93   | Q    |
| 3    | 2        | 3      | Arno Kamminga        | Paesi Bassi                 | 59"12   | Q    |
| 4    | 1        | 2      | Nic Fink             | Stati Uniti                 | 59"16   | Q    |
| 5    | 2        | 4      | Caspar Corbeau       | Paesi Bassi                 | 59"24   | Q    |
| 6    | 1        | 5      | Nicolò Martinenghi   | Italia                      | 59"28   | Q    |
| 7    | 1        | 6      | Lucas Matzerath      | Germania                    | 59"31   | Q    |
| 8    | 2        | 6      | Melvin Imoudu        | Germania                    | 59"38   |      |
| 8    | 2        | 8      | Ludovico Viberti     | Italia                      | 59"38   |      |
| 10   | 2        | 5      | Il'ja Šymanovič      | Atleti Individuali Neutrali | 59"45   |      |
| 11   | 1        | 3      | James Wilby          | Gran Bretagna               | 59"49   |      |
| 12   | 1        | 7      | Joshua Yong          | Australia                   | 59"64   |      |
| 13   | 2        | 1      | Evgenii Somov        | Atleti Individuali Neutrali | 1'00"00 |      |
| 14   | 1        | 1      | Charlie Swanson      | Stati Uniti                 | 1'00"16 |      |
| 15   | 2        | 7      | Bernhard Reitshammer | Austria                     | 1'00"18 |      |
| 16   | 1        | 8      | Ron Polonsky         | Israele                     | 1'00"37 |      |

#### Spareggio
| Pos. | Corsia | Atleta           | Nazionalità | Tempo | Note |
| ---- | ------ | ---------------- | ----------- | ----- | ---- |
| 1    | 4      | Melvin Imoudu    | Germania    | 59"69 | Q    |
| 2    | 5      | Ludovico Viberti | Italia      | 59"90 |      |

### Finale
| Pos.    | Corsia | Atleta             | Nazionalità   | Tempo | Note |
| ------- | ------ | ------------------ | ------------- | ----- | ---- |
| Oro     | 7      | Nicolò Martinenghi | Italia        | 59"03 |      |
| Argento | 4      | Adam Peaty         | Gran Bretagna | 59"05 |      |
| Argento | 6      | Nic Fink           | Stati Uniti   | 59"05 |      |
| 4       | 8      | Melvin Imoudu      | Germania      | 59"11 |      |
| 5       | 1      | Lucas Matzerath    | Germania      | 59"30 |      |
| 6       | 3      | Arno Kamminga      | Paesi Bassi   | 59"32 |      |
| 7       | 5      | Qin Haiyang        | Cina          | 59"50 |      |
| 8       | 2      | Caspar Corbeau     | Paesi Bassi   | 59"98 |      |